# Meerkerk
Meerkerk (51° 55′ N, 5° 00′ L) é uma cidade dos Países Baixos, na província de Utrecht. Meerkerk pertence ao município de Vijfheerenlanden, e está situada a 9 ;km, a norte de Gorinchem.
Em 2001, a cidade de Meerkerk tinha 2281 habitantes. A área urbana da cidade é de 0.71 km², e tem 818 residências. 
A área de Meerkerk, que também inclui as partes periféricas da cidade, bem como a zona rural circundante, tem uma população estimada em 2310 habitantes.